# Баккал Ілля Юрійович
Ілля Юрійович Баккал (нар. 14 жовтня 1894, Севастополь, Таврійська губернія, Російська імперія — пом. не раніше 1950) — публіцист, політичний діяч, голова фракції лівих есерів у ВЦВК (1917-1918).

## Життєпис
Народився 1894 року в Севастополі в караїмській родині. Батько — бахчисарайський міщанин, член правління Севастопольського благодійного товариства Юфуда Ілліч Баккал. У 1917 році закінчив юридичний факультет Петроградського університету. З 1917 по 1922 роки — член партії лівих есерів, один із керівників севастопольської партії соціалістів-революціонерів, лідер її лівого крила. У 1917 році був гласним Севастопольської міської думи. У тому ж році — делегат II Всеросійського з'їзду Рад, член ВЦВК Ради III та IV скликань.
Після Жовтневої революції й до липня 1918 року — голова фракції лівих есерів у ВЦВК. C 1920 року - секретар Центрального бюро партії есерів (легалістів). У вересні 1921 року під його та І. З. Штейнберга підписку з поручительством випустили заарештовану М. О. Спиридонова, одну з керівниць партії лівих есерів.
Арештований в Москві 16 серпня 1922 року і за постановою колегії ДПУ від 8 вересня 1922 року разом з дружиною Тимофєєвої-Баккал висланий за кордон. Працював директором Німецького театру комічної опери в радянській зоні окупації Берліна. Заарештований МДБ СРСР 11 листопада 1949 року в Берліні. За постановою особливої наради при МДБ СРСР від 22 квітня 1950 заарештований на 10 років у ВТТ за «антирадянську есерівську діяльність». Реабілітований 10 жовтня 1957 року. Подальша доля невідома.